# 宁波市档案馆
宁波市档案馆是浙江省宁波市市级档案馆，成立于1983年10月，现有馆舍建成于2004年，位于海曙区解放北路69号，建筑面积7000平方米，其中库房面积2800平方米。市档案馆共有馆藏档案375个全宗，20余万卷，馆藏资料24000余册。2008年6月24日，宁波市档案馆晋升国家一级档案馆。

## 特色馆藏
宁波市档案馆的特色馆藏包括清代土地买卖契约、诰命，民国时期商会等民间团体的组织材料，《时事公报》以及各时期地方志等。